# Taiji (filosofia)

O taiji é uma condição que surge a partir do wuji e que origina o yin e o yang.

Taiji (chinês tradicional: 太極, chinês simplificado: 太极, lit. ‘grande polo’) é um termo cosmológico chinês para o estado "final supremo" do potencial absoluto e infinito indiferenciado, a unicidade antes da dualidade, a partir do qual Yin e Yang se originam, em contraste com o Wuji (無極, "sem viga mestra").
O termo taiji e sua outra grafia t'ai chi (usando o sistema Wade-Giles em oposição ao sistema Pinyin) são usados mais comumente no ocidente para se referir ao taijiquan (ou t'ai chi chuan, 太極拳), uma arte marcial interna, sistema chinês de meditação e prática terapêutica. Este artigo, entretanto, se refere apenas ao uso do termo na filosofia chinesa e no confucionismo, taoismo e budismo.   

## Etimologia
Taiji (太極) é uma composição de tai, 太, "grande; supremo; extremo"(um superlativo de da, 大, "grande") e ji, 極, "polo; viga; ponto culminante; extremo; alcançar o fim; atingir; saída". Combinando os dois termos, taiji significa "a fonte, o início do mundo". Outras traduções comuns são "supremo final", "grande final", "polo supremo", "grande absoluto" e "suprema polaridade".

## Nos textos chineses
Nos textos clássicos chineses, muitas escolas de filosofia chinesa citam o taiji. Zhang e Ryden explicam a necessidade ontológica do taiji:

Toda filosofia que defende a existência de dois elementos como o yin-yang da filosofia chinesa também irá procurar um termo que reconcilie esses dois elementos, para assegurar que ambos pertençam à mesma esfera de discurso. A expressão "supremo final" exerce esse papel na filosofia do Livro das Mutações. Na dinastia Song, se tornou um termo metafísico junto com o Caminho.

### Zhuangzi
O texto clássico taoista Zhuangzi introduziu o conceito de taiji. Um dos "capítulos internos" (circa século III a.C.) contrasta o taiji, "supremo final", "zênite" com o liuji, 六極, "seis finais", "seis pontos cardeais", "nadir".

O Caminho possui atributos e evidências, mas não tem ação nem forma. Pode ser transmitido mas não pode ser recebido. Pode ser apreendido mas não pode ser visto. Desde a raiz, desde a fonte, antes que houvesse céu ou terra, por toda a eternidade ele verdadeiramente existiu. Ele inspira deuses e demônios, origina o céu e a terra. Permanece acima do zênite mas não é alto; permanece além do nadir mas não é profundo. É anterior ao céu e à terra, mas não é antigo. É mais velho que a antiguidade, mas não é velho.

### Huainanzi
O texto clássico confucionista e taoista Huainanzi (século II a.C.) menciona o zhenren, "pessoa perfeita" e o taiji, "supremo final" que transcende categorias como o yin-yang:

O fu-sui, 夫煫 (espelho de acender fogo) reúne a energia do fogo do sol; o fang-chu, 方諸 (espelho da lua) coleta orvalho da lua. O que está [contido] entre o céu e a terra, mesmo um contador perito não pode precisar o número exato. Portanto, embora a mão possa manipular e examinar coisas extremamente pequenas, ela não pode agarrar o brilho [do sol e da lua]. Se alguém pudesse segurar o taiji, ele poderia produzir fogo e água. Isso é porque o yin e o yang possuem um ch'i comum e se movem um ao outro.

### I Ching
O taiji também aparece no comentário do I Ching Xìcí, 繫辭, "julgamentos anexados", tradicionalmente atribuído a Confúcio, mas provavelmente redigido no século III a.C.

Portanto, nas Mutações, existe o Grande Início Primal. Ele gera as duas forças primárias. As duas forças primárias geram as quatro imagens. As quatro imagens geram os oito trigramas. Os oito trigramas determinam a boa e a má sorte. A boa e a má sorte geram o grande campo de ação.
Esta sequência de potências de dois inclui taiji → Yin-yang (duas polaridades) → Sixiang (quatro símbolos) → Ba gua (oito trigramas).
Richard Wilhelm e Cary Baynes explicam:

O postulado fundamental é o "grande início primal" de tudo que existe, t'ai chi - no seu sentido original, a "viga mestra". Filósofos indianos posteriores devotaram muito pensamento a essa ideia de um início primal. Um início ainda mais antigo, wu chi, foi representado com o símbolo de um círculo. De acordo com essa concepção, t'ai chi foi representado por um círculo dividido entre luz e escuridão, yang e yin. Esse símbolo exerceu um importante papel na Índia e na Europa. Entretanto, especulações sobre um caráter gnóstico-dualístico são estranhos ao pensamento original do I Ching. O que este postula é, simplesmente, a viga mestra, a linha. Com essa linha, que representa a unidade, a dualidade entra no mundo, pois a dualidade postula um abaixo e um acima, uma direita e uma esquerda, frente e trás - numa palavra, o mundo dos opostos.

### Taijitu shuo
O filósofo da dinastia Song Zhou Dunyi (1017-1073) escreveu o Taijitu shuo, 太極圖說, "Explanação do diagrama do supremo final", que se tornou o pilar da cosmologia neoconfucionista. Seu texto breve sintetizou aspectos do budismo na China e taoismo com discussões metafísicas do I Ching.
Os termos wuji e taiji aparecem na linha de abertura do texto,  無極而太極, que Adler traduz como "a suprema polaridade que é não polar!"

Não polar (wuji) e, ainda assim, polaridade suprema (taiji)! A suprema polaridade, em atividade, gera yang; embora, no limite da atividade, ela esteja parada. No repouso, ela gera yin; embora, no limite do repouso, ela seja também ativa. Atividade e repouso se alternam; uma é a base da outra. Distinguindo yin e yang, os dois modos são estabelecidos. A alternância e combinação de yin e yang geram água, fogo, madeira, metal e terra. Com estas cinco [fases de] qi harmoniosamente arranjadas, as quatro estações acontecem através delas. As cinco fases são, simplesmente, yin e yang; yin e yang são, simplesmente, a suprema polaridade; a suprema polaridade é, fundamentalmente, não polar. [Embora]], na geração das cinco fases, cada uma tenha sua própria natureza.
Ao invés das usuais traduções de taiji como "supremo final" ou "polo supremo", Adler usa "polaridade suprema" porque Zhu Xi o descreve como o princípio alternante entre yin e yang, e... 

insiste que taiji não é uma coisa (portanto, "polo supremo" não irá funcionar). Consequentemente, tanto para Zhou quanto para Zhu, taiji é o princípio yin-yang da bipolaridade, que é o mais fundamental princípio ordenador, o "primeiro princípio" cósmico. Wuji como "não polar" é uma consequência disso.

## Conceito central
Entende-se que taiji é o mais alto princípio concebível, aquele a partir do qual a existência flui. Isso é muito similar à ideia taoista de que "o movimento do dao é reversão". O "supremo final" cria yin e yang: movimento gera yang; quando sua atividade chega ao limite, se torna tranquilo. Através da tranquilidade, o supremo fim gera yin. Quando a tranquilidade chega ao limite, há um retorno ao movimento. Movimento e tranquilidade, em alternância, se tornam a fonte um do outro. A distinção entre yin e yang é determinada e as duas formas (ou seja, o yin e o yang) são reveladas. Pelas transformações do yang e a união do yin, os cinco elementos (qi) de água, fogo, madeira, metal e terra são produzidos. Esses cinco qi são dispersos, gerando harmonia. Uma vez que há harmonia, as quatro estações podem ocorrer. Yin e yang produziram todas as coisas, e estas, por sua vez, produzem e reproduzem, o que torna, esse processo, interminável. O taiji é a base do tai chi chuan, uma arte marcial interna chinesa baseada nos princípios do yin e yang e na filosofia taoista, e devotada ao treino físico e energético interno. Ele é representado por cinco estilos familiares: Chen, Yang, Wu(Hao), Wu e Sun. Existem muitos ramos dessas cinco famílias, assim como estilos mais recentes, simplificados e combinados para competição.

## Símbolos nacionais e regionais que contêm otaiji
- bandeira da Mongólia
- bandeira do Tibete
- bandeira da Coreia do Sul
- emblema da Coreia do Sul
- Taegeuk